# Gorczycznik wiosenny
Gorczycznik wiosenny (Barbarea verna (Sm.) W. T. Aiton) – gatunek dwuletniej rośliny z rodziny kapustowatych. Występuje w północnej Afryce, Europie i wschodniej Azji, rozprzestrzenił się także i naturalizował na Azorach i gdzieniegdzie w innych rejonach.

## Morfologia
PokrójDorasta do 75 cm wysokości.
LiścieDolne parzystopierzaste tworzą rozetkę, liście łodygowe parzystowcinane.
KwiatostanLuźny o kwiatach małych z kielichem 4-działkowym.

## Zastosowanie
Roślina jadalna i pastewna. Liście i młode części rośliny używane są na ostre sałatki, z nasion uzyskuje się olej.